# Flugten til Stamboul
Flugten til Stamboul (originaltitel: Two Arabian Knights) er en amerikansk stumfilm instrueret af Lewis Milestone og med William Boyd, Mary Astor og Louis Wolheim i hovedrollerne.
Filmen vandt den eneste Oscar for bedste instruktør, komedie i 1929.

## Medvirkende
- William Boyd som W. Dangerfield Phelps III
- Mary Astor som Mirza
- Louis Wolheim som Sgt. Peter O'Gaffney
- Ian Keith som Shevket Ben Ali
- Michael Vavitch som Emir
- Michael Visaroff som Skipperen
- Boris Karloff som Purser
- DeWitt Jennings som Amerikansk Konsul
- Nicholas Dunaew som Mirza's Mandlige tjener
- Jean Vachon som Mirza's kvindelige tjener
- David Cavendish som Emirens rådgiver

## Eksterne Henvisninger
- Flugten til Stamboul på Internet Movie Database (engelsk)
- Flugten til Stamboul i Svensk Filmdatabas (svensk)
- Flugten til Stamboul på AlloCiné (fransk)
- Flugten til Stamboul på MovieMeter (nederlandsk)
- Flugten til Stamboul på AllMovie (engelsk)
- Flugten til Stamboul hos American Film Institute (engelsk)
- Flugten til Stambouls profil hos Encyclopædia Britannica Online (engelsk)
- Flugten til Stamboul på Turner Classic Movies (engelsk)
- Flugten til Stamboul på The Movie Database (engelsk)
- Flugten til Stamboul på Rotten Tomatoes (engelsk)